# Vicky Benítez Blanco
Victòria Benítez Blanco (Barcelona, 1975) és una artista visual, jardinera i professora de dibuix. Resideix actualment a Calafell, ⁣ província de Tarragona. Exerceix com a professora de Secundària amb l'especialitat de Dibuix des de 2017. Ha treballat 12 anys com a jardinera fins al 2017.

## Formació
És graduada en Belles Arts per la Universitat de Barcelona i màster en Producció i Investigació Artística (2013-2015) en la línia Art i Contextos Intermèdia per la UB. Màster en formació del professorat per la UB (2016). En l'actualitat, estudia Història de l'Art per la UNED.

## Àmbits de creació i processos de treball
La seva pràctica artística es desenvolupa a partir de la seva experiència professional com a jardinera, va treballar 12 anys portant la jardineria municipal del Vendrell, on va conèixer els llistats oficials de les plantes exòtiques invasores que elabora el Ministeri. La seva recerca es basa en els conceptes de mala herba, malesa, al·lòcton i plaga. On l'interessa com aquests conceptes queden supeditats a qüestions de caràcter econòmic fent servir com excusa la defensa de la biodiversitat.

## Premis i beques
Va ser seleccionada a la XI Biennal d'Art de Riudebitlles d'octubre 2022, a la Biennal de Tarragona del 2017, premiada amb un accèssit al I Concurs Internacional de Llibre d'Artista en Homenatge a Joan Brossa (2016), amb una menció d'honor a la IX Biennal d'Art Riudebitlles (2016) i en la convocatòria Can Felipa Arts Visuals del 2015 i resident becada a la fàbrica de creació Fabra i Coats el 2015.

## Exposicions
Ha participat en les exposicions individuals Narracions de l'Oblit al Portal del Pardo de Vendrell, i Realitats al Centre cívic de Cubelles.
Ha participat en les exposicions col·lectives: Inundacions, pols i fum a la Destil·leria EcoMuseu del mar de Calafell projecte comissariat per la Trastera, XI Biennal d'Art de Riudebitlles (octubre 2022), Errant. Itineraris d'Art i pensament. Gósol projecte comissariat per Jesús Vilamajó (del 22 d'abril a l'1 de maig del 2022), Imaginaris multiespècies. L'art de viure en un món de contingència i incertesa  projecte comissariat per Christian Alonso (del 3 de febrer al 30 d'abril 2022). Instal·lació del triomf de la por pel MAMT. (Juliol-setembre 2021) Swab Seeds 2020 amb l'Obra col·lectiva El triomf de la por  junt amb Maslow industries i La trastera (octubre 2020). L'art en estat d'alarma a la Cumprativa de Llorenç del Penedés (agost 2020).  Polítiques del sól comissariada per Cristian Alonso al centre d'Art Maristany. (desembre 2019- Març 2020). Memòria i reivindicació comissariada per Ramón Sicart a la Cumprativa de Llorenç (agost 2019). Contacte amb els extraterrestres a la Ruta de l'art de Castelló d'Empúries (octubre de 2019). Santateca al castell de Escornalbou (juliol 2018). Lliçons de coses a la Casa Barral de Calafell (Maig del 2018). Dona i temps al centre cívic de la Barceloneta comissariada per Clara Tucco (abril 2018). Bipolítiques 2+1+1, a l'EAM, comissariada per Aureli Ruiz (Lleida, novembre 2017); La revolució és una ficció. La ficció és una revolució a EINA, Espai Barra de Ferro, comissariada per Joan M. Minguet (Barcelona, novembre 2017); El teorema de Maslow #4. Dulce frontera, a Jazar, comissariada per Fermín Díez de Ulzurrun (Navarra, octubre 2017); L'ocupació, al Swab Seed (Barcelona); Biennal de Tarragona de Pintura Tapiró, al MAMT (Tarragona, juliol 2017); De re hominidae, comissariada per Jaume Vidal, a Lo Pati (Amposta, 2017); Out of Time comissariada per Jehan Saleh, a l'Albareh Gallery (Bahrain, 2017); Recomposicions maquíniques comissariada per Christian Alonso, a Can Felipa (2017); Aprenent de Can Felipa, comissariada per Martí Anson, a Can Felipa (2016); I Concurs Internacional de Llibre d'Artista en Homenatge a Joan Brossa a Arts Santa Mònica (2016).
Juntament amb L'Alexandra García, l'Àlvar Calvet i el Nico Vetoshkin, artistes amb els quals col·labora habitualment, va impulsar l'agost del 2015 a Segur de Calafell la sala d'exposicions autogestionada La Trastera.
Ha participat en el bloc de la Fundació Mirò com a col·laboradora en el marc de l'exposició Beehave i l'obra Mil flors del Pep Vidal.
Ha participat en diferents projectes educatius com les activitats: Cossos d'aigua, terra, clima, carn, sensacions i significats. Passeig pel Delta del Llobregat, activitat lligada a l'exposició Imaginaris Multiespècies. Construint la ciutat multiespècies. Repensar la convivència urbana amb el delta del riu Llobregat, taula rodona a la Capella. Pensar amb l'espècie invasora, Passejada pel Delta del Llobregat, al CCCB. Vides nòmades, afectes mòbils. Taller de construcció d'un jardí de plantes invasores, al centre d'Art Maristany, la creació d'un jardí d'exòtiques i invasores a l'hort ocupat de la Vanguardia, i El dinar de Males herbes a Can Felipa.

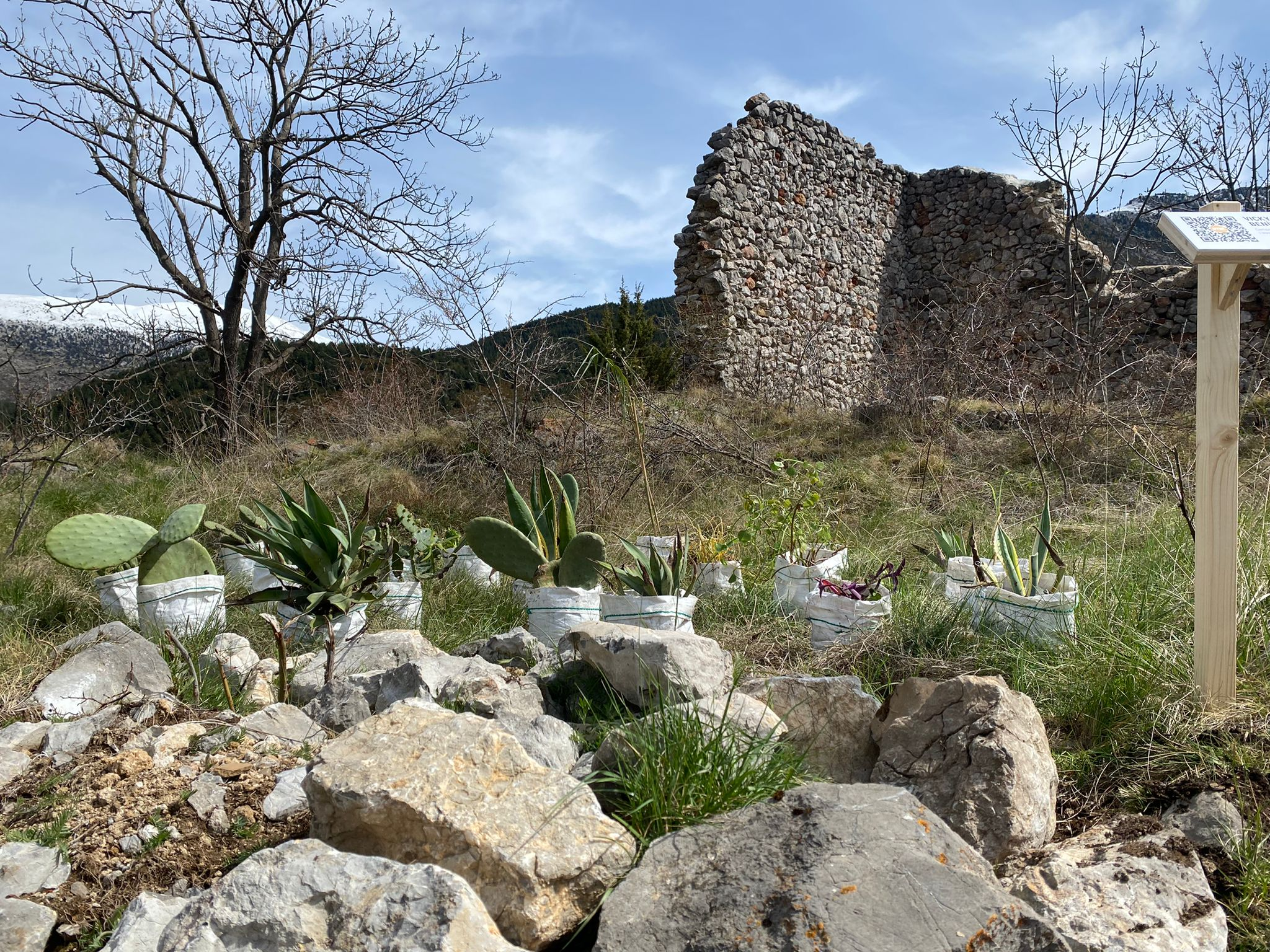
Instal·lació a l'Exposició De La Terra al Cel, comissariada per Jesús Vilamajó al Festival Errant. Itineraris d'Art i Pensament. 22 d'abril del 2022

## Obres
- Instal·lació a l'Exposició De La Terra al Cel, comissariada per Jesús Vilamajó al Festival Errant. Itineraris d'Art i Pensament. 22 d'abril del 2022
- Jardí d'exòtiques invasores. #Delta del riu Llobregat. 2022. Instal·lació a l'exposició Imaginaris multiespècies. L'art de viure en un món de contingència i incertesa. 2022. La Capella. Un projecte comissariat per Christian Alonso
- Terrari d'Exòtiques i invasores. 2021. Espai Índex. La Capella. Instal·lació prèvia a l'exposició Imaginaris Multiespècies. L'Art de viure en un món de contingència i incertesa, comissariada per Christian Alonso a la Capella del 3 de febrer del 2022 al 30 d'abril del 2022.